# فالق
الصدع أو التصدع أو الفالق أو الانكسار أو الشقّ هو كسر أو تشقق يقع في صخور القشرة الأرضية مصحوبة بحركة انزلاق نسبية للكتل المتاخمة من طبقات الصخور الموجودة على جانبيه سواء كان في الاتجاه الرأسي أو الأفقي، ويحدث هذا نتيجة للضغط الشديد أو الشد الذي تسببه حركات القشرة الأرضية سواء كان تأثيرها رأسيًا أم أفقيًا.

## أجزاء الصدع الرئيسية
- سطح الصدع: وهو السطح الذي يحدث عليه انزلاق الطبقات وتركها وقد يكون رأسيًا أو مائلًا أو أفقيًا.
- الحائط العلوي أو المعلق: هو كتلة الصخور الملاصقة لسطح الصدع العلوي .
- الحائط السفلي: هو كتلة الصخور الملاصقة لسطح الصدع السفلي.

والحائط العلوي والسفلي يسميان إذا كان سطح الصدع أفقيًا أومائلًا، أما الفالق الرأسي فليس له ذلك لأن الكتلتين اللتين يفصلهما تقعان على جانبه.
- ميل الصدع: هو مقدار الزاوية التي يصنعها سطح الفالق مع المستوى الأفقي.
- رمية الصدع: هو مقدار الإزاحة الرأسية في منسوب الطبقات الصخرية على جانبي سطح الصدع.
- الإزاحة الجانبية (الزحف): مقدار الإزاحة الأفقية للطبقات الصخرية.
- مكشف الصدع: هو تقاطع الصدع مع سطح الأرض.
- مضرب الصدع: هو اتجاه أي خط أفقي على مستوى الصد

ْ

## الأنواع الرئيسية للفوالق

أنواع الفوالق

### الفالق العادي
في هذا النوع يتحرك الحائط العلوي إلى أسفل بالنسبة للحائط السفلي. وينتج الصدع العادي نتيجة تأثير قوى الشد، وفيه يميل سطح الصدع نحو الكتلة التي هبطت من الصخر ويسبب هذا النوع اتساعًا في مساحة القشرة الأرضية.

### الفالق المعكوس
يحدث هذا النوع من الفوالق نتيجة لقوى ضغط شديد تتعرض له الطبقات فتنكسر، ويتحرك الحائط العلوي ظاهريًا إلى أعلى بالنسبة للحائط السفلي، وفيه يميل سطح الفالق إلى عكس اتجاه صخور الأرض. يتسبب هذا النوع من الفوالق في نقص مساحة القشرة الأرضية.

## أنواع أخرى للفوالق
فالق الدسر أو الفالق الزحفي، هو نوع من الفوالق المعكوسة ميله قليل (أقل من ٤٥°) يقترب من الأفقي.

## التعرف على الفوالق
يمكن في كثير من الحالات التعرف على الفالق من خلال بعض الشواهد الجيولوجية التي تدل على وجوده، ومن أهمها:
- إزاحة الصخور أو التراكيب.
- وجود البريشيا.
- الخدوش وغيرها.
- السحب.
- تكرار وحذف الطبقات.
- وجود السليكا.
- التعبير الطبوغرافي عن الفوالق.

## أهمية الفوالق
- تكون الفوالق أحيانا محابس أو مصائد نفطية. وذلك حينما تقابل الطبقات المسامية الحاوية للنفط طبقة أخرى غير منفذة نتيجة لحدوث الفالق.
- للفوالق أهمية كبيرة في تكوين بعض الخزانات الصخرية للمياه الأرضية.
- تعمل الفوالق كمجرى للمحاليل المعدنية لتصل إلى الأماكن التي تترسب فيها. وقد تترسب بعض المعادن الاقتصادية في الشق الرئيسي للفالق.